# Langschwanzkoel
|  | Dieser Artikel wurde aufgrund von formalen oder inhaltlichen Mängeln in der Qualitätssicherung Biologie im Abschnitt „Vögel“ zur Verbesserung eingetragen. Dies geschieht, um die Qualität der Biologie-Artikel auf ein akzeptables Niveau zu bringen. Bitte hilf mit, diesen Artikel zu verbessern! Artikel, die nicht signifikant verbessert werden, können gegebenenfalls gelöscht werden. Lies dazu auch die näheren Informationen in den Mindestanforderungen an Biologie-Artikel. Begründung: Quelle ungeeignet, auf den ersten Blick einige Aussagen ungenau oder falsch. |

Der Langschwanzkoel (Urodynamis taitensis), (Syn. Eudyamys taitensis) ist ein 40 Zentimeter großer Vertreter aus der Familie der Kuckucke. Andere Namen für diese Art lauten auch Neuseeland-Koel oder  Neuseeland-Koёl.

## Aussehen
Männchen und Weibchen sind einander ähnlich. Bei adulten Tieren sind der Rücken, die Flügel und der lange Schwanz braun mit rotbrauner Bänderung, die Spitze der Schwanzfedern ist weiß. Auf den Flügeldecken und dem Rücken befinden sich kleine weiße Flecken. Der Kopf ist schwärzlich und rotbraun bis gelbbraun gestrichelt. Über dem Auge befindet sich ein weißer Streif, ein breiter dunkelbrauner Streif verläuft unter dem Auge zur Nackenseite. Die Unterseite ist hell mit schwarzen Streifen an den Seiten der Kehle und der Brust. Am Bauch werden die Streifen undeutlicher und trennen sich in Richtung der Seiten der Unterschwanzdecken.
Die Füße sind komplett schwarz. Der leicht gebogene, dünne Schnabel ist braun. Über dem Auge ist ein dünner schwarzer Streifen vorhanden. Unter dem Auge in Höhe des Schnabels ist ein dünner, brauner, leicht nach unterm gebogener Streifen vorhanden.

## Verbreitung
Seine Brutreviere befinden sich nur in Neuseeland südlich bis Stewart Island. Zum Überwintern ziehen sie bis nach Neuguinea, Polynesien, dem Bismarckarchipel und umliegende Inseln sowie an die Ostküste Australien.

## Lebensraum und Lebensweise
Dieser Kuckucksvogel bewohnt Wälder und Strauchland, Küstenvegetation, Plantagen und andere Kulturlandschaft, ist aber auch in Gärten anzutreffen. Auf Inseln beim Vogelzug und in seinen Wintergebieten kommt er im Tiefland vor, in den Brutgebieten in Bergwäldern.
Der Langschwanzkoel ernährt sich von Insekten, deren Larven, Spinnentieren. Auch Krabben, Skinke, Geckos und Eier werden gefressen sowie Nestlinge geräubert. Daneben fressen sie auch verschiedenen Früchten und Beeren. Die Lebenserwartung beträgt ca. 4 Jahre.

## Fortpflanzung
Im Oktober erreicht er seine Brutgebiete. Der Langschwanzkoel ist ein Brutparasit. Das Weibchen sucht die Nester kleiner Vogelarten aus, in denen es seine Eier ablegt. Die Färbung der Eier ist sehr unterschiedlich und an die jeweiligen vor Ort vorkommenden Arten angepasst. Die am häufigsten vorkommenden Färbungen der Eier sind rosa braun, violettbraun und cremefarben mit grauen Flecken.

## Gefährdung
Die Bestände des Langschwanzkoels nehmen auf Grund von Habitatverlust und der damit einhergehenden reduzierten Verfügbarkeit potenzieller Wirtsnester deutlich ab. Die IUCN stuft die Art mit Stand 2022 dennoch als global „nicht gefährdet“ (Status least concern) ein.